# Burbach (Siegerland)
Burbach település Németországban, azon belül Észak-Rajna-Vesztfália tartományban. Lakosainak száma 15 217 fő (2023. december 31.).

## Népesség
A település népességének változása:
| Lakosok száma | 13 617 | 14 453 | 14 793 | 14 909 | 14 924 | 15 315 | 15 217 |
|               | 1975   | 2014   | 2017   | 2019   | 2021   | 2022   | 2023   |